# Doliocarpus subandinus
Doliocarpus subandinus är en tvåhjärtbladig växtart som beskrevs av G. A. Aymard C. Doliocarpus subandinus ingår i släktet Doliocarpus och familjen Dilleniaceae. Inga underarter finns listade i Catalogue of Life.